# William Cowper
William Cowper (26 listopada 1731 w Berkhamsted − 25 kwietnia 1800 w Dereham) – angielski poeta religijny okresu sentymentalizmu, autor m.in. poematu The Task: A Poem, in Six Books oraz wielu uznanych pieśni kościelnych, związany z nurtem wiejskim; przez wielu mylnie kojarzony z „rewolucją romantyczną” w literaturze XVIII wieku.
Cowper, skądinąd twórca żarliwych hymnów chrześcijańskich oraz pogodnych i prostych wierszy o przyrodzie, osobiście przez całe życie cierpiał na głębokie ataki depresji, w ostatnich latach życia uwieńczone trwającym aż do śmierci przeświadczeniem o czekającym go, nieuchronnym, wiecznym potępieniu. Wszystko to złożyło się na „żywot najsmutniejszego i najbardziej czułego żywota angielskiego pisarza”.
Niewątpliwą zasługą Cowpera był twórczy regres, co w jego wykonaniu oznaczało zwrócenie się do poezji przeszłości, kultywowanie prostoty wyrazu oraz pisania intuicyjnego. Jego wiersze na dobre porzuciły literacki salon na rzecz lokalnej przyrody oraz codziennego życia angielskich chłopów. Jak zauważył jeden ze współczesnych krytyków, Cowper „kochał naturę miłością nie zadającą pytań i nie znającą problemów”. Inspirował się pismami mistycznymi Madame Guyon oraz nurtem kwietyzmu, pod względem estetycznym zaś − pisarstwem Johna Miltona.
Często zestawia się go w opozycji do Alexandra Pope'a, ukazując tym samym dwa przeciwstawne bieguny poezji angielskiego Oświecenia, gdzie Pope reprezentuje „mistrzostwo formalne” oraz „poezję miasta”, a Cowper − „prymitywizm formalny” oraz „poezję wsi”.